# Phare de Ponta do Pau Cavado
Le phare de Ponta do Pau Cavado (en portugais : Farol do Pau Cavado) est situé sur Ponta do Pau Cavado, à 40 km au nord-est du port fluvial de Macapá (état d'Amapá - Brésil).
Ce phare est la propriété de la Marine brésilienne  et il est géré par le Centro de Sinalização Náutica e Reparos Almirante Moraes Rego (CAMR) au sein de la Direction de l'Hydrographie et de la Navigation (DHN).

## Description
Ce phare est érigé dans la courbure du chenal nord de l'estuaire de l'Amazone menant au port de Macapá, la capitale de l'état d'Amapá.
C'est une tour blanche en poutrelles métalliques, à base carrée, de 40 m de haut. Sa lanterne émet, à une hauteur focale de 47 m au-dessus du niveau de l'eau, un éclat blanc toutes les 6 secondes, d'une portée maximale de 20 kilomètres. Il n'est accessible qu'en bateau.
Identifiant : ARLHS : BRA069 ; BR0092 - Amirauté : G0007.5 - NGA : 17500 .

## Caractéristique dufeu maritime
- Fréquence sur 6 secondes :
  - Lumière : 0,5 seconde
  - Obscurité : 5,5 secondes

|                |
| Le Canal Norte |

### Lien connexe
- Liste des phares du Brésil